# Tarrósy István
 Tarrósy István  (Budapest, 1973. július 27.– ) magyar Afrika-kutató, nemzetközi kapcsolatok szakértő. A pécsi Afrika Kutatóközpont vezetője, az Afrika Tanulmányok folyóirat alapítója, vezető szerkesztője.

## Életpályája
Középiskolai tanulmányait Budapesten a XVIII. kerületi Steinmetz Miklós (később Hunyadi Mátyás) Gimnázium angol-német speciális nyelvi osztályában végezte, itt 1991-ben érettségizett. 1993-ban kezdte meg egyetemi tanulmányait Pécsett. Először fizika, majd anglisztika szakon szerzett diplomákat (M.Sc. és M.A.), párhuzamosan elkezdte a politológia specializációt, melyből később doktorált és habilitált. Egy évet a University of Leicester (UK) politikatudományi tanszékén tanult nemzetközi kapcsolatokat, EU stúdiumokat, politikai kultúrát és politikai kommunikációt. Aktív építője és fejlesztője a hazai és nemzetközi szakmai és interkulturális kapcsolatoknak. 2001 és 2004, illetve 2015 és 2018 között a Pécsi Tudományegyetem külügyi igazgatója, 2018 őszétől kapcsolati és nemzetköziesítési, majd nemzetközi igazgatója. 2004 és 2007 között az Európa Centrum Kht. ügyvezetője, a Pécs2010 – Európa Kulturális Fővárosa pályázati központ vezetője, majd a Pécs2010 Menedzsment Központ első vezetője. Az ICWiP – Pécsi Nemzetközi Kultúrhét alapítója és főszervezője 1996 és 2010 között. Az MTA Afrika Albizottságának titkára, a Pécs African Studies kétévenként megrendezésre kerülő nemzetközi szakkonferencia elindítója, szervezője. Számos hazai és külföldi szakfolyóirat szerkesztője. Fulbright Alumnus 2013-14. Japan Foundation Fellow 2010.

## Munkássága, főbb kutatási témakörök
Kutatásainak fókuszában az Észak–Dél kapcsolatok és a globális transznacionális, interpoláris rendszer áll, melyet interdiszciplináris megközelítésben vizsgál. Érdeklődésének homlokterében Afrika geopolitikája, az afro-ázsiai dinamikák, különösen a kínai–afrikai, japán–afrikai, indonéz–afrikai kapcsolatok, az Afrikában tetten érhető erősödő ázsiai jelenlét és hatásai a kontinensre, illetve az „új versenyfutás Afrikáért” jelensége állnak. Ehhez kapcsolódóan kutatja a globális afrikai diaszpórát és migrációs folyamatokat, különös tekintettel a volt keleti blokk országainak Afrika-politikáira, -stratégiáira, illetve a kelet-közép-európai afrikai közösségekre.

### Oktatási-kutatási tevékenysége
2003-tól oktat a Pécsi Tudományegyetemen. Részt vett a több kar együttműködésével indított Nemzetközi Tanulmányok BA és MA szakok kifejlesztésében, 2017-től a BA szak szakfelelőse. 2017 decemberétől a PTB BTK Interdiszciplináris Doktori Iskola törzstagja, 2021-től a Doctoral Programme in International Politics programvezetője. Húsz éve nemzetközi nyári egyetemeket fejleszt, szervez, ezeken tanít. Meghívott oktató a krakkói Jagelló Egyetemen, a denveri MSU-n, valamint a kínai UESTC és az NCUST egyetemeken. Az Erasmus+ program keretében vendégoktató európai, afrikai és amerikai egyetemeken. 2000 óta folytat terepkutatásokat afrikai és ázsiai országokban, helyszíneken. 2005-ben MÖB-ösztöndíjasként kutatott Horvátországban. 2010-ben a Japan Foundation ösztöndíjasaként két hónapig Japánban kutatott. 2013-ban Fulbright-ösztöndíjjal, illetve kiegészítő Eötvös Posztdoktori Ösztöndíjjal az USA egyik vezető egyetemén, a University of Florida-n a Center for African Studies-ban kutatott. 2015-ben és 2016-ban több kisebb PAGEO-ösztöndíjjal terepkutatásokat végzett Ruandában, Tanzániában, Kínában, illetve Tajvanon. 2018.09.01-től a Magyar Tudományos Akadémia Bolyai Ösztöndíjasa, 2019.09.01-től az ÚNKP Bolyai+ Ösztöndíjasa.
Számos, az EU által támogatott kutatási és kommunikációs projekt vezetője volt 2008 és 2015 között a saját maga által alapított kutatóműhellyel (IDResearch). Folyamatosan meghívott előadója a világ két mérvadó afrikanisztikai konferenciájának, az európai ECAS-nak és az amerikai ASA-nak.

### Nemzetközi tudományos (szakmai) életben való részvétele
2003 óta tíz ország egyetemein tanít és építi tudományos kapcsolatait. A pécsi afrikanisztikai konferenciát nemzetközi hírűvé fejlesztette, közben hálózatot épített, melyek külföldi kollégákkal közös terepkutatásokat, könyveket, könyvfejezeteket, egyéb publikációkat eredményeztek. 2012 és 2015 között a PTE Jean Monnet Kiválósági Központjának ügyvezetője, 2014 és 2017 között az OTKA ÁJP Zsűri tagja volt. Tagja továbbá a Magyar Politikatudományi Társaságnak, köztestületi tagként az MTA Nemzetközi és Fejlődéstanulmányok Tudományos Bizottságnak, valamint a Pécsi Akadémiai Bizottságnak. Vezető hazai és nemzetközi folyóiratoknak folyamatosan lektorál írásokat, illetve külső bírálóként segíti, felkérésre a Cseh Tudományos Alapot (GACR). Tagja az African Studies Association-nek. 2017-től tagja a H2020 COST Action CA 15221: “We ReLaTe”-nek. 2019-től szakmai vezetője az EDUC Európai Egyetemi Szövetség nemzetköziesítési programjának. 2020-tól a University of Florida Center for African Studies China–Africa Working Group tagja.

## Díjai, elismerései
- Magyar Arany Érdemkereszt, 2018 (afrikanisztika területén elért eredmények)
- UNAOC–BMW Intercultural Innovation Award, 2013 (az Immigropoly fejlesztéssel)
- Iroko Award, 2012
- Egyetemi Kultúráért Díj, 2010
- Youth Role Model Award, City Montessori School, Lucknow, India, 2007
- Regionális Prima-díj (az ICWiP fejlesztéséért), 2007
- Magyar Köztársasági Ezüst Érdemkereszt (az Európa Kulturális Fővárosa pályázat programjáért), 2006

## Főbb publikációi
- István Tarrósy, Dániel Solymári (2022): Relations with the Global South, solidarity and pragmatism in Hungarian foreign policy since the 1960s – a focus on Africa EASTERN JOURNAL OF EUROPEAN STUDIES 13 : 1 pp. 106–122.[5]
- Viktor Marsai, István Tarrósy (2022): The Potential for Violent Extremist Organizations in Africa to Take Advantage of the COVID-19 Pandemic Crisis in Ungoverned Spaces: The Cases of al-Shabaab and Boko Haram, AFRICAN SECURITY 15 : 2 pp. 163–185.[6]
- István Tarrósy (2020): Chinese Infrastructure Projects, Debt Risk and a New Dependency Scenario. The Case of Ethiopia, AFRICAN STUDIES QUARTERLY 19: (3-4) (2020 summer), pp. 8–28.
- István Tarrósy, Zoltán Vörös (2020): Hungary’s Pragmatic Foreign Policy in a Post-American World, POLITICS IN CENTRAL EUROPE 16 : s1 pp. 113–134.
- Tarrósy István (2020): Vallások, lélekfelfogások és társadalmi változások Afrikában, VIGILIA 85 : 1 pp. 2–10.
- István Tarrósy (2019): The Belt and Road Initiative and Eastern Africa, In: van der Merwe, Justin; Dodd, Nicole; Bond, Patrick (szerk.): BRICS and resistance in Africa: Contention, assimilation and co-optation, London: Zed Books, pp. 132–149.
- Dömös Mariann, Tarrósy István (2019): Integration of Migrants in Italy: Local Actors and African Communities, EUROPEAN SPATIAL RESEARCH AND POLICY 26: (2) pp. 1–21.
- István Tarrósy (2019): In Need of an Extended Research Approach: The Case of the ‘Neglected African Diaspora’ of the Post-Soviet Space, PÉCS JOURNAL OF INTERNATIONAL AND EUROPEAN LAW 6 : 1-2 pp. 84–98.
- Tarrósy István (2019): A kínai „Övezet és Út Kezdeményezés” és Kelet-Afrika: geopolitikai térnyerés, infrastruktúra, függőség, TERÜLETI STATISZTIKA 59: (6) pp. 1–23.
- István Tarrósy, Zoltán Vörös (2019): A Possible African Dream with Some Asian Characters – The Case of Rwanda, JOURNAL OF THE INSTITUTE FOR AFRICAN STUDIES 47 : 2 pp. 36–46.
- István Tarrósy, Zoltán Vörös (2019): Sino-Hungarian cooperation in higher education and research: a 70-year overview in light of bilateral diplomatic dynamics, In: Chen, Xin; Ugrósdy, Márton (szerk.): China and Hungary: 70 Years of Bilateral Relations in a Changing World, Budapest, Magyarország : China-CEE Institute, pp. 258–283.
- Tarrósy István (2019): „Kik és hányan kopogtatnak ajtóinkon onnan Délről?”: Az afrikai migráció valóságának sokszínűségéről, MAGYAR TUDOMÁNY 180 : 1 pp. 79–89.
- István Tarrósy (2018): Hungarian foreign policy towards Africa during communism and in the post-Soviet era, TWENTIETH CENTURY COMMUNISM - A JOURNAL OF INTERNATIONAL HISTORY 2018: (15) pp. 92–111.
- István Tarrósy (2018): Changing US Foreign Policy Towards China and Africa, DEFENCE REVIEW, 146 : 1 pp. 68–83.
- Tarrósy István (2018): Térségi biztonsági kérdések és megoldások az afrikai kontinensen: Az Afrikai Unió és a regionális gazdasági közösségek (RECs) biztonsági architektúrája, AFRIKA TANULMÁNYOK XII : 1-3, pp. 5–30.
- Tarrósy István (2018): Feketék fehérben - Albínósors Afrikában, A FÖLDGÖMB 36 : 323 pp. 42–53.
- István, Vilmos Kovács, István, Tarrósy (2017): Internationalisation of higher education in a global world, In: Egetenmeyer, Regina; Guimarães, Paula; Németh, Balázs (szerk.): Joint Modules and Internationalisation in Higher Education. Reflections on the Joint Module "Comparative Studies in Adult Education and Lifelong Learning", Frankfurt am MainPeter Lang Verlag,  pp. 39–52.
- Tarrósy István (2017): Afrikaiak a világban, afrikaiak Magyarországon – Elhanyagolt diaszpóra?, MODERN GEOGRÁFIA 2017 : 4 pp. 1–14.
- Tarrósy István (2017): Magyar–afrikai kapcsolatok és a pragmatikus külpolitika, In: Biedermann Zsuzsánna, Kiss Judit (szerk.): Szubszaharai Afrika gazdasága a 21. században, Budapest: Akadémiai Kiadó, pp. 372–391.
- Tarrósy István (2017): Indonézia afrikai szerepvállalása és az újjáéledő bandungi szellemiség, KÜLÜGYI SZEMLE 16 : 1 pp. 36–50.
- István Tarrósy (2016): Indonesian Engagements with Africa and the Revitalised ‘Spirit of Bandung’, In: Justin, Van der Merwe; Ian, Taylor; Alexandra, Arkhangelskaya (szerk.) Emerging Powers in Africa, London: Palgrave Macmillan, pp. 233–247.
- Tarrósy István (2016): Afro-ázsiai dinamikák: Tanulmányok ázsiai államok afrikai szerepvállalásairól. Pécs: Publikon Kiadó, 239 p.
- István Tarrósy (2016): Hungarian-African Relations in the Context of Immigration Tendencies In: Gura, Radovan and Rouet, Gilles (szerk.): Les citoyens et l’intégration européenne, Paris: Éditions L’Harmattan, pp. 187–210.
- István Tarrósy, Zoltán Vörös (2016): Education and Development in the Sino-African Context of Relations: The Cases of Tanzania and Sudan, POLITEJA 42 : 3 pp. 111–131
- Tarrósy István, Glied Viktor, Vörös Zoltán (2016) (szerk.): Migráció a 21. században, Pécs: Publikon Kiadó (2016) , 396 p.
- István Tarrósy (2015): Bandung in an Interpolar Context:: What ‘Common Denominators’ Can the New Asian-African Strategic Partnership Offer?, In: Darwis, Khudori (szerk.): Bandung at 60: New Insights and Emerging Forces, Jakarta: Pustaka Pelajar, pp. 139–148
- István Tarrósy (2015): Political Culture in a Glocal Perspective: Textbook and Reader, Pécs: University of Pécs Department of Political Studies, 110 p.
- Kovács István Vilmos, Tarrósy István (2015): A felsőoktatás nemzetköziesítése: Kézikönyv a felsőoktatási intézmények nemzetközi vezetői és koordinátorai számára, Budapest: Tempus Közalapítvány
- Tarrósy István (2015): A szubszaharai lélekfelfogások néhány aspektusáról, FORRÁS, 47 : 2 pp. 72–81.
- István Tarrósy (2014): African Immigrants in Hungary: Connection with the New National Foreign Policy, SOCIETY AND ECONOMY 36: (2) pp. 285–305.
- István Tarrósy, Zoltán Vörös (2014): Hungary's global opening to an interpolar world, POLITEJA 28, pp. 139–162.
- István Tarrósy, Péter Morenth (2013): Global Opening for Hungary, AFRICAN STUDIES QUARTERLY 14: (1-2) pp. 77–96.
- Tarrósy István, Suha György (2013): Afrikai felsőoktatási harmonizáció a fejlődés érdekében, POLGÁRI SZEMLE, 9 : 1-2 pp. 358–380.
- István Tarrósy (2012): Two Giants on the Same Soil: A Closer Look at Afro-Asian Relations via Comparing Chinese and Japanese Involvement in Tanzania, PORTUGUESE JOURNAL OF INTERNATIONAL AFFAIRS 2012 : 6 pp. 52–63.
- Tarrósy István (2012): A térségi együttműködés jelentősége és jellegzetességei Kelet-Afrikában, VALÓSÁG, 55 : 12 pp. 69–83.
- Tarrósy István (2012): Urbanizáció és fenntartható fejlődés Dar es Salaamban, AFRIKA TANULMÁNYOK 6 : 2 pp. 4–21
- Tarrósy István (2012): Afrikai migránsok a fejlett világban és Magyarországon: Migrációs trendek, integráció, tapasztalatok, OKRI SZEMLE 2 pp. 104–117.
- Tarrósy István (2011): Kelet-Afrika a fejlődés útján, Pécs: Publikon Kiadó, 266. p.
- István Tarrósy, Loránd Szabó, Goran Hyden (2011) (szerk.): The African State in a Changing Global Context, Münster-Berlin: LIT Verlag
- Tarrósy István, Glied Viktor, Keserű Dávid (2011) (szerk.): Új népvándorlás: Migráció a 21. században Afrika és Európa között, Pécs: Publikon Kiadó
- Tarrósy István (2011): Az együttműködés politikai kultúrájának sajátosságai - a pécsi Európa Kulturális Fővárosa projekt kapcsán, CIVIL SZEMLE 8 : 3 (28.) pp. 29–40.
- Tarrósy István (2011): A globális nemzetközi rendszer „új fizikája”, LE MONDE DIPLOMATIQUE 3 : 7 pp. 1–15. Paper: 12-14
- László Komlósi, István Tarrósy (2010): Presumptive arguments turned into a fallacy of presumptuousness: Pre-election debates in a democracy of promises, JOURNAL OF PRAGMATICS 42 : 4 pp. 957–972.
- Tarrósy István (2010) (szerk.): Fenntartható Afrika, Pécs: Publikon Kiadó, 150 p.
- Tarrósy István (2010): Önkormányzatok és civil társadalom Kelet-Afrikában: Tanzániai és kenyai gyakorlatok és reformok, CIVIL SZEMLE 7 : 1 pp. 113–134.
- Csizmadia Sándor, Tarrósy István (2009) (szerk.): Afrika ma: Tradíció, átalakulás, fejlődés, Pécs: Publikon, 424 p.
- Tarrósy István (2008): Sino-afrikai kapcsolatok a világpolitika rendszerében, KÜLÜGYI SZEMLE 7: (4) pp. 81–93.
- Sebestyén Éva, Szombathy Zoltán, Tarrósy István (2006) (szerk): Harambee: Tanulmányok Füssi Nagy Géza 60. születésnapjára, Pécs: Publikon – ELTE BTK Afrikanisztikai Oktatási Program, 459 p.
- Tarrósy István (2006): A globális világrend és az Észak-Dél kontextus, POLITIKATUDOMÁNYI SZEMLE 15 : 2-3 pp. 169–188.
- István Tarrósy (2005): Need for non-alignment in our global world?: The Non-Aligned Movement Today and Tomorrow, CROATIAN INTERNATIONAL RELATIONS REVIEW 11 : 40-41, pp. 157–163.
- István Tarrósy (2004): Local Society and Democratization in Modern Tanzania, IBADAN JOURNAL OF THE SOCIAL SCIENCES 2 : 1 pp. 107–117.
- Tarrósy István (2004): Régiók, kisebbségek és oktatás egy kelet-afrikai példán keresztül: Tanzánia tegnap, ma és holnap?, KISEBBSÉGKUTATÁS 13 : 1 pp. 102–114.
- István Tarrósy (2003): The Role of Political Communication in Shaping Culture in CEECs, In: Komlósi, László Imre, Houtlosser, Peter, Leezenberg, Michiel (szerk.): Communication and Culture: Argumentative, Cognitive and Linguistic Perspectives, Amsterdam: Sic Sat, pp. 215–224.
- József Tóth, István Tarrósy (2002): Co-operation between Science and Economy in Hungary: The Place and Role of Universities, DER DONAURAUM 42 : 4 pp. 62–72.
- István Tarrósy (2002) (szerk.): Higher education in Hungary: heading for the third millennium, Budapest: Oktatási Minisztérium, 266 p.
- István Tarrósy (2000) (szerk.): Higher Education in Hungary: in the Year of the Millennium, Budapest: Oktatási Minisztérium, 284. p.[7]

### Fontosabb interjúk és megjelenések
- https://www.magyarkurir.hu/hirek/a-fekete-arnyalatai-tarrosy-istvan-afrikarol-az-ismeretszerzes-szuksegerol
- https://olvassbele.com/2016/06/24/miert-jok-nekunk-az-afrika-tanulmanyok-pecs-legafrikaibb-embere-tarrosy-istvan/
- https://www.bama.hu/kozelet/tarrosy-istvan-szerint-ez-a-szazad-afrikae-lehet-352191/ Archiválva 2020. szeptember 16-i dátummal a Wayback Machine-ben
- http://nol.hu/kulfold/_hallj_es_lass__ez_a_nevjegyem__-1369909
- http://florianleo.com/corporate/intercultural-innovation-award
- https://szabadpecs.hu/2019/03/kell-e-felnunk-attol-hogy-az-afrikaiak-elozonlik-europat/
- https://www.zaol.hu/kultura/hazai-kultura/tizeves-az-afrika-kutatokozpont-3429345/ Archiválva 2019. november 15-i dátummal a Wayback Machine-ben
- https://magyarnemzet.hu/kulfold/afrika-mar-nem-a-nyomor-foldje-7252778/
- https://www.migraciokutato.hu/event/az-afrikabol-europaba-iranyulo-migracio/
- https://felonline.hu/2015/05/09/biciklis-felfedezok/ Archiválva 2020. szeptember 18-i dátummal a Wayback Machine-ben
- https://moszkvater.com/a-v4-ek-es-az-afrika-keplet/
- https://www.pecsiujsag.hu/pecs/hir/helyi-hireink/pecsi-arcok---tarrosy-istvan-beepult-mar-a-varos-szovetebe
- http://www.markmyprofessor.com/tanar/adatlap/16059.html
- https://kki.hu/wp-content/uploads/2020/05/47_KKI-elemzes_Africa_Tarrosy_20200508.pdf
- https://univpecs.com/egyetemi_elet/jok_vagyunk_de_lehet_ezt_meg_tovabb_fokozni
- https://univpecs.com/kultura/pecs_es_veszprem_ket_kulturalis_fovaros